# Dactylosporaceae
Dactylosporaceae is een botanische naam voor een familie van korstmossen behorend tot de orde Lecanorales. 

## Geslachten
Volgens Index Fungorum bevat de familie zeven geslachten:
- Cylindroconidiis
- Dactylospora
- Fusichalara
- Pseudobactrodesmium
- Pseudosclerococcum
- Rhopalophora
- Sclerococcum